# Districte de Lugano
El Districte de Lugano és un dels 8 districtes del cantó de Ticino (Suïssa). Té 138.480 habitants (cens de 2007) i una superfície de 305,2 km². Està format per 63 municipis i el cap del districte és Lugano.

## Municipis
| Circolo d'Agno | Circolo d'Agno | Circolo d'Agno        | Circolo d'Agno    | Circolo d'Agno |
| Escut          | Nom            | Habitants (Des. 2007) | Superfície en km² | Núm. OFS       |
| -------------- | -------------- | --------------------- | ----------------- | -------------- |
| Agno           | Agno           | 3876                  | 2.5               | 5141           |
| Bioggio        | Bioggio        | 2390                  | 6.0               | 5151           |
| Cademario      | Cademario      | 694                   | 3.9               | 5161           |
| Muzzano        | Muzzano        | 846                   | 1.6               | 5205           |
| Vernate        | Vernate        | 492                   | 1.5               | 5230           |
|                | Total          | 8298                  | 15.5              |                |

| Circolo di Breno | Circolo di Breno | Circolo di Breno      | Circolo di Breno  | Circolo di Breno |
| Escut            | Nom              | Habitants (Des. 2007) | Superfície en km² | Núm. OFS         |
| ---------------- | ---------------- | --------------------- | ----------------- | ---------------- |
| Alto Malcantone  | Alto Malcantone  | 1275                  | 22.1              | 5237             |
| Aranno           | Aranno           | 326                   | 2.6               | 5143             |
| Miglieglia       | Miglieglia       | 283                   | 5.1               | 5200             |
| Novaggio         | Novaggio         | 834                   | 4.4               | 5207             |
|                  | Total            | 2718                  | 34.2              |                  |

| Circolo di Capriasca | Circolo di Capriasca | Circolo di Capriasca  | Circolo di Capriasca | Circolo di Capriasca |
| Escut                | Nom                  | Habitants (Des. 2007) | Superfície en km²    | Núm. OFS             |
| -------------------- | -------------------- | --------------------- | -------------------- | -------------------- |
| Capriasca            | Capriasca            | 6030                  | 35.2*                | 5226                 |
| Origlio              | Origlio              | 1319                  | 2.1                  | 5208                 |
| Ponte Capriasca      | Ponte Capriasca      | 1633                  | 6.2                  | 5212                 |
|                      | Total                | 8982                  | 43.5*                |                      |

| Circolo di Carona | Circolo di Carona | Circolo di Carona     | Circolo di Carona | Circolo di Carona |
| Escut             | Nom               | Habitants (Des. 2007) | Superfície en km² | Núm. OFS          |
| ----------------- | ----------------- | --------------------- | ----------------- | ----------------- |
| Carabietta        | Carabietta        | 120                   | 0.4               | 5169              |
| Carona            | Carona            | 771                   | 4.8               | 5170              |
| Collina d'Oro     | Collina d'Oro     | 4406                  | 6.0               | 5236              |
| Grancia           | Grancia           | 445                   | 0.6               | 5186              |
| Melide            | Melide            | 1654                  | 1.7               | 5198              |
| Morcote           | Morcote           | 755                   | 2.8               | 5203              |
| Paradiso          | Paradiso          | 3518                  | 0.9               | 5210              |
| Vico Morcote      | Vico Morcote      | 325                   | 1.9               | 5233              |
|                   | Total             | 11'994                | 19.1              |                   |

| Circolo del Ceresio | Circolo del Ceresio | Circolo del Ceresio   | Circolo del Ceresio | Circolo del Ceresio |
| Escut               | Nom                 | Habitants (Des. 2007) | Superfície en km²   | Núm. OFS            |
| ------------------- | ------------------- | --------------------- | ------------------- | ------------------- |
| Arogno              | Arogno              | 985                   | 8.6                 | 5144                |
| Bissone             | Bissone             | 811                   | 1.8                 | 5154                |
| Brusino Arsizio     | Brusino Arsizio     | 456                   | 5.8                 | 5160                |
| Maroggia            | Maroggia            | 582                   | 4.1                 | 5195                |
| Melano              | Melano              | 1256                  | 4.7                 | 5197                |
| Rovio               | Rovio               | 748                   | 5.5                 | 5219                |
|                     | Total               | 4838                  | 30.5                |                     |

| Circolo di Lugano | Circolo di Lugano | Circolo di Lugano     | Circolo di Lugano | Circolo di Lugano |
| Escut             | Nom               | Habitants (Des. 2007) | Superfície en km² | Núm. OFS          |
| ----------------- | ----------------- | --------------------- | ----------------- | ----------------- |
| Lugano            | Lugano            | 53'534                | 32.1              | 5192              |
|                   | Total             | 53'534                | 32.1              |                   |

| Circolo della Magliasina | Circolo della Magliasina | Circolo della Magliasina | Circolo della Magliasina | Circolo della Magliasina |
| Escut                    | Nom                      | Habitants (Des. 2007)    | Superfície en km²        | Núm. OFS                 |
| ------------------------ | ------------------------ | ------------------------ | ------------------------ | ------------------------ |
| Caslano                  | Caslano                  | 3852                     | 2.8                      | 5171                     |
| Curio                    | Curio                    | 548                      | 2.9                      | 5181                     |
| Magliaso                 | Magliaso                 | 1467                     | 1.1                      | 5193                     |
| Neggio                   | Neggio                   | 352                      | 0.9                      | 5206                     |
| Ponte Tresa              | Ponte Tresa              | 802                      | 0.3                      | 5213                     |
| Pura                     | Pura                     | 1281                     | 3.1                      | 5216                     |
|                          | Total                    | 8302                     | 11.1                     |                          |

| Circolo di Sessa | Circolo di Sessa | Circolo di Sessa      | Circolo di Sessa  | Circolo di Sessa |
| Escut            | Nom              | Habitants (Des. 2007) | Superfície en km² | Núm. OFS         |
| ---------------- | ---------------- | --------------------- | ----------------- | ---------------- |
| Astano           | Astano           | 311                   | 3.8               | 5146             |
| Bedigliora       | Bedigliora       | 625                   | 2.5               | 5149             |
| Croglio          | Croglio          | 851                   | 4.4               | 5178             |
| Monteggio        | Monteggio        | 881                   | 3.4               | 5202             |
| Sessa            | Sessa            | 681                   | 2.8               | 5222             |
|                  | Total            | 3349                  | 16.9              |                  |

| Circolo di Sonvico | Circolo di Sonvico | Circolo di Sonvico    | Circolo di Sonvico | Circolo di Sonvico |
| Escut              | Nom                | Habitants (Des. 2007) | Superfície en km²  | Núm. OFS           |
| ------------------ | ------------------ | --------------------- | ------------------ | ------------------ |
| Bogno              | Bogno              | 129                   | 4.2                | 5155               |
| Cadro              | Cadro              | 1907                  | 4.5                | 5163               |
| Certara            | Certara            | 57                    | 2.7                | 5173               |
| Cimadera           | Cimadera           | 115                   | 5.2                | 5174               |
| Sonvico            | Sonvico            | 1828                  | 11.1               | 5224               |
| Valcolla           | Valcolla           | 624                   | 11.3               | 5229               |
|                    | Total              | 4660                  | 39.0               |                    |

| Circolo di Taverna | Circolo di Taverna | Circolo di Taverna    | Circolo di Taverna | Circolo di Taverna |
| Escut              | Nom                | Habitants (Des. 2007) | Superfície en km²  | Núm. OFS           |
| ------------------ | ------------------ | --------------------- | ------------------ | ------------------ |
| Bedano             | Bedano             | 1370                  | 1.9                | 5148               |
| Bironico           | Bironico           | 617                   | 4.2                | 5153               |
| Camignolo          | Camignolo          | 740                   | 4.5                | 5165               |
| Gravesano          | Gravesano          | 1151                  | 0.6                | 5187               |
| Manno              | Manno              | 1164                  | 2.4                | 5194               |
| Mezzovico-Vira     | Mezzovico-Vira     | 1090                  | 10.2               | 5199               |
| Rivera             | Rivera             | 1541                  | 13.3               | 5217               |
| Sigirino           | Sigirino           | 526                   | 8.7                | 5223               |
| Torricella-Taverne | Torricella-Taverne | 2938                  | 5.2                | 5227               |
|                    | Total              | 11'137                | 51.0               |                    |

| Circolo di Vezia | Circolo di Vezia | Circolo di Vezia      | Circolo di Vezia  | Circolo di Vezia |
| Escut            | Nom              | Habitants (Des. 2007) | Superfície en km² | Núm. OFS         |
| ---------------- | ---------------- | --------------------- | ----------------- | ---------------- |
| Cadempino        | Cadempino        | 1383                  | 0.8               | 5162             |
| Canobbio         | Canobbio         | 1848                  | 1.3               | 5167             |
| Comano           | Comano           | 1785                  | 2.0               | 5176             |
| Cureglia         | Cureglia         | 1266                  | 1.1               | 5180             |
| Lamone           | Lamone           | 1624                  | 1.8               | 5189             |
| Massagno         | Massagno         | 5684                  | 0.7               | 5196             |
| Porza            | Porza            | 1472                  | 1.6               | 5214             |
| Savosa           | Savosa           | 2027                  | 0.7               | 5221             |
| Sorengo          | Sorengo          | 1707                  | 0.9               | 5225             |
| Vezia            | Vezia            | 1872                  | 1.4               | 5231             |
|                  | Total            | 20'668                | 12.3              |                  |

## Fusions de municipis

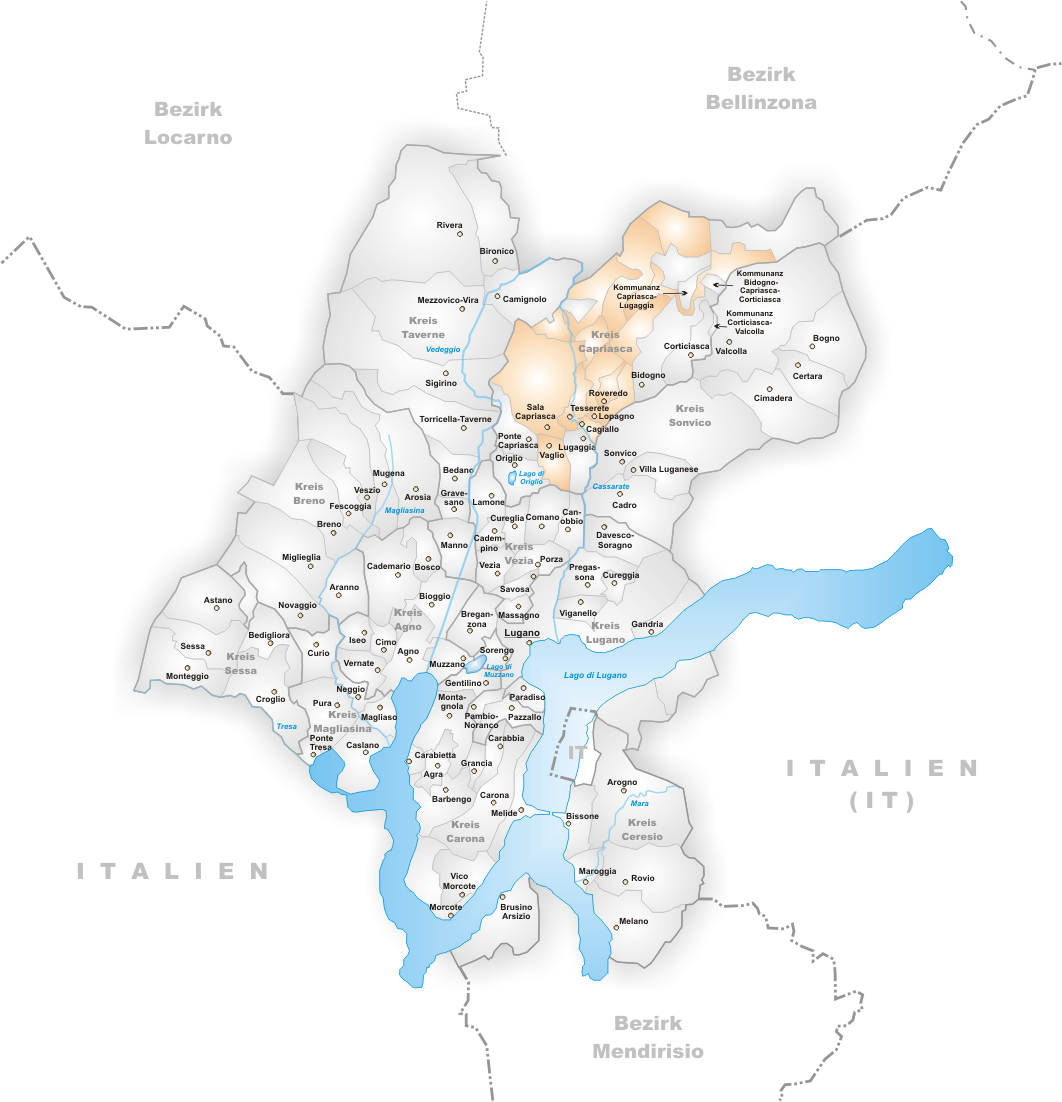
Municipis el 2001
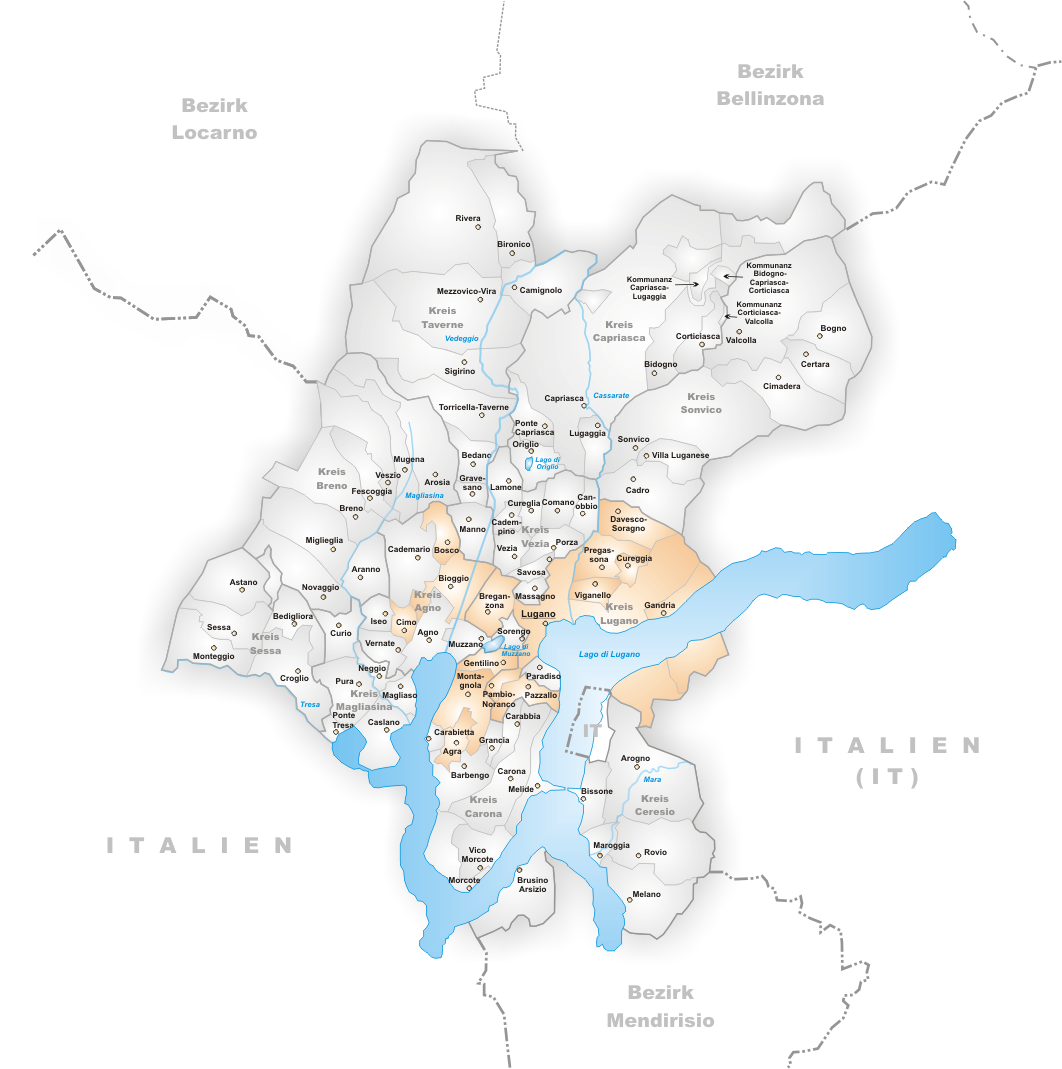
Municipis el 2003
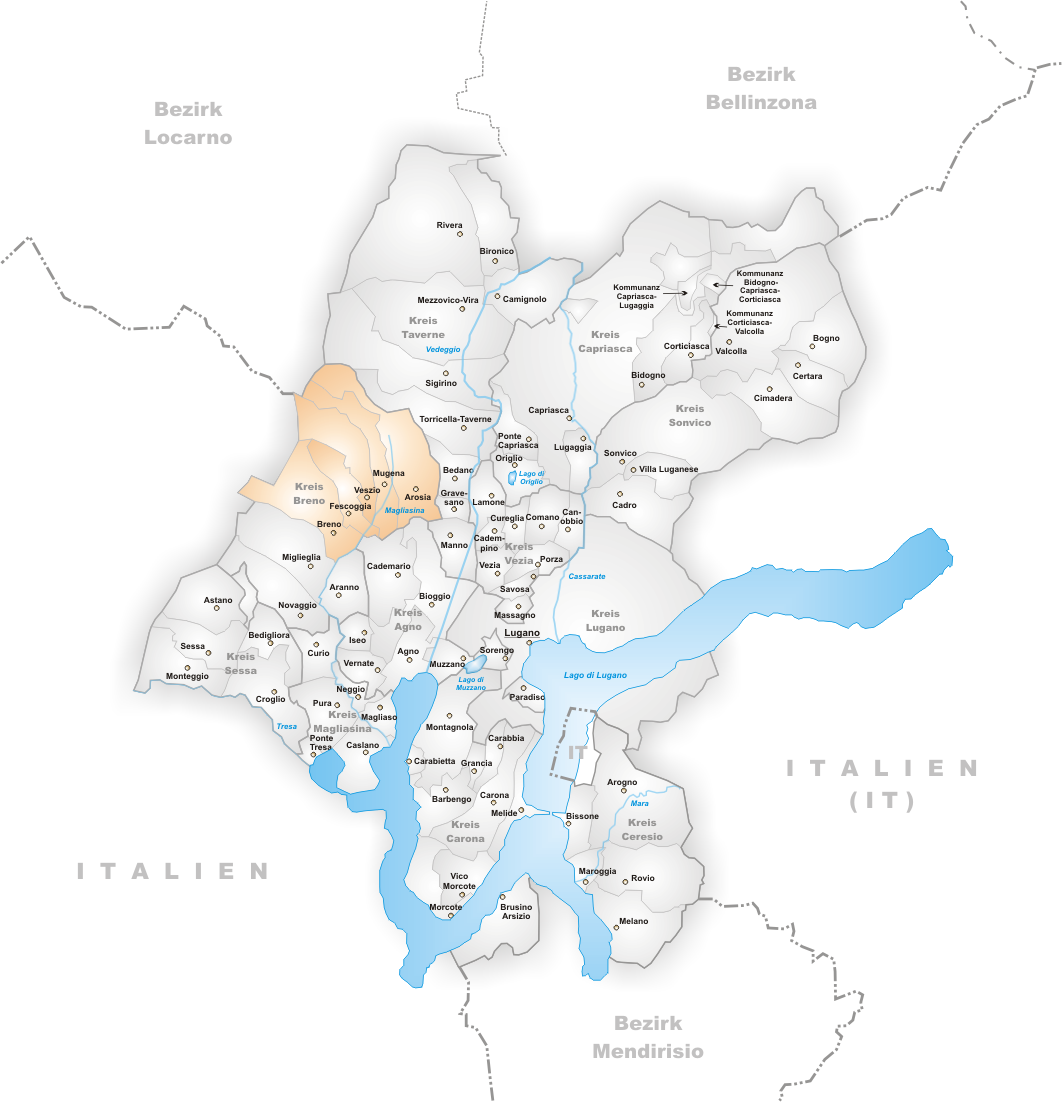
Municipis el 2004
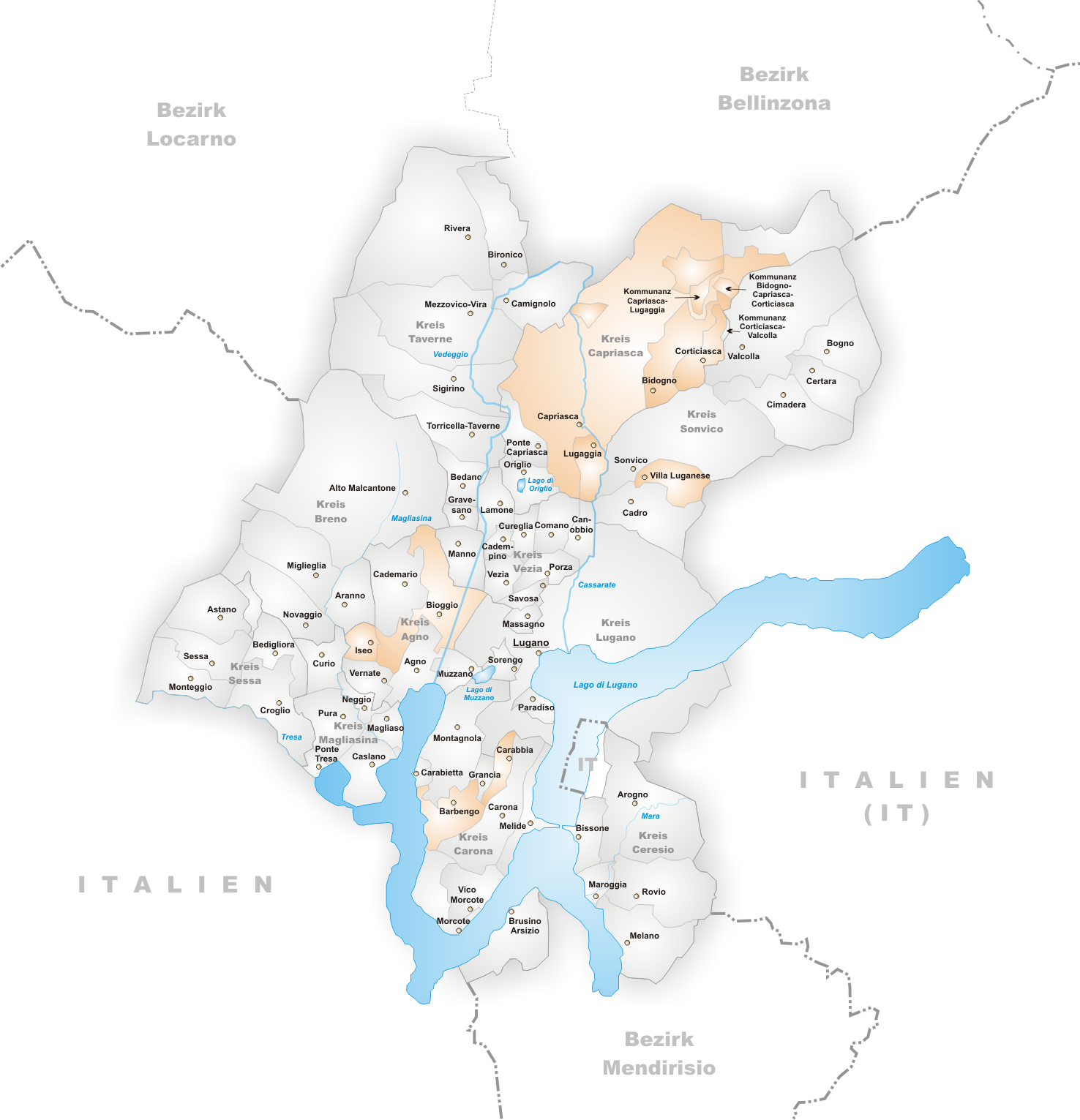
Municipis el 2008